# Zandhoven

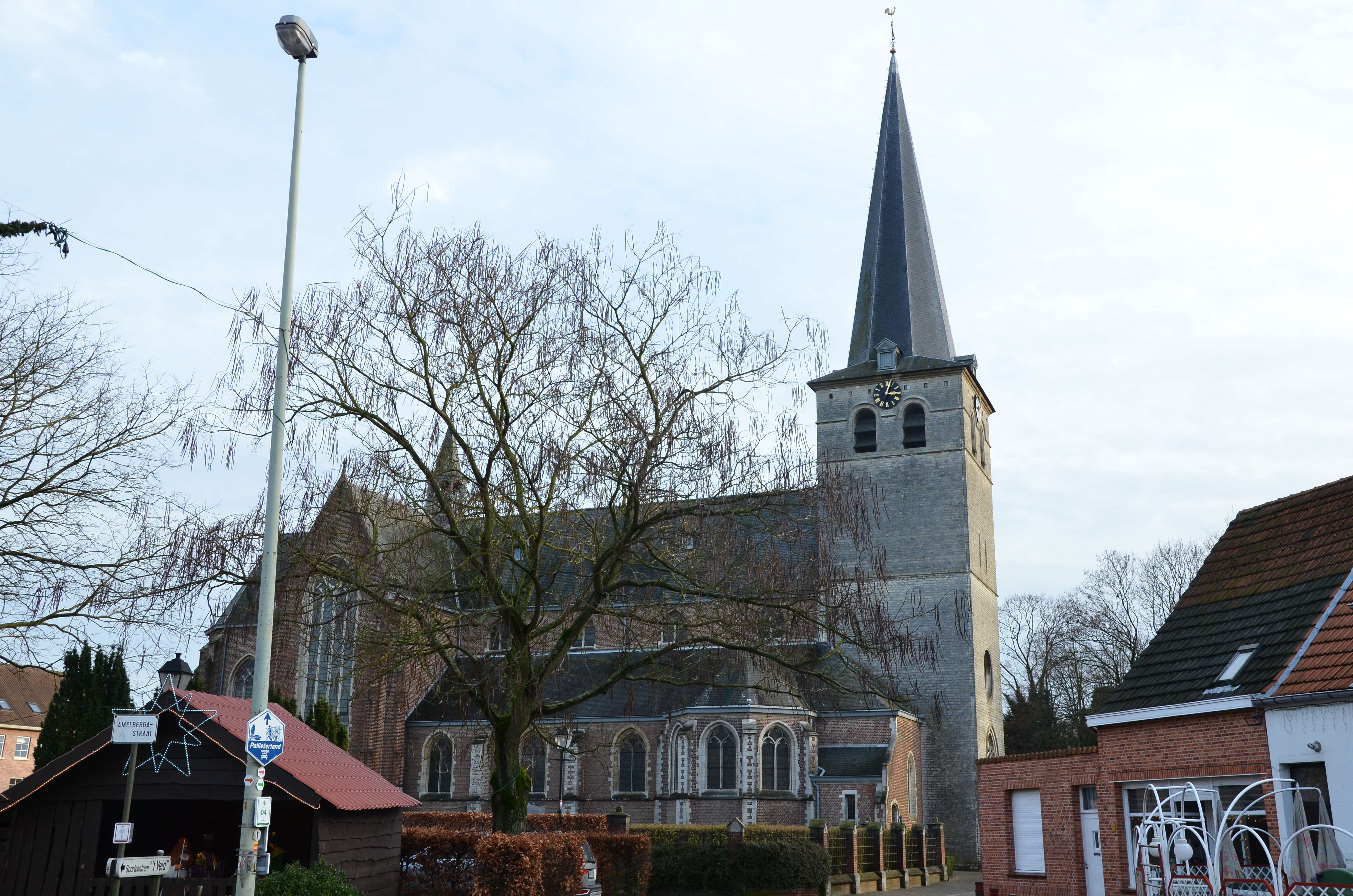
Sint-Amelbergakerk

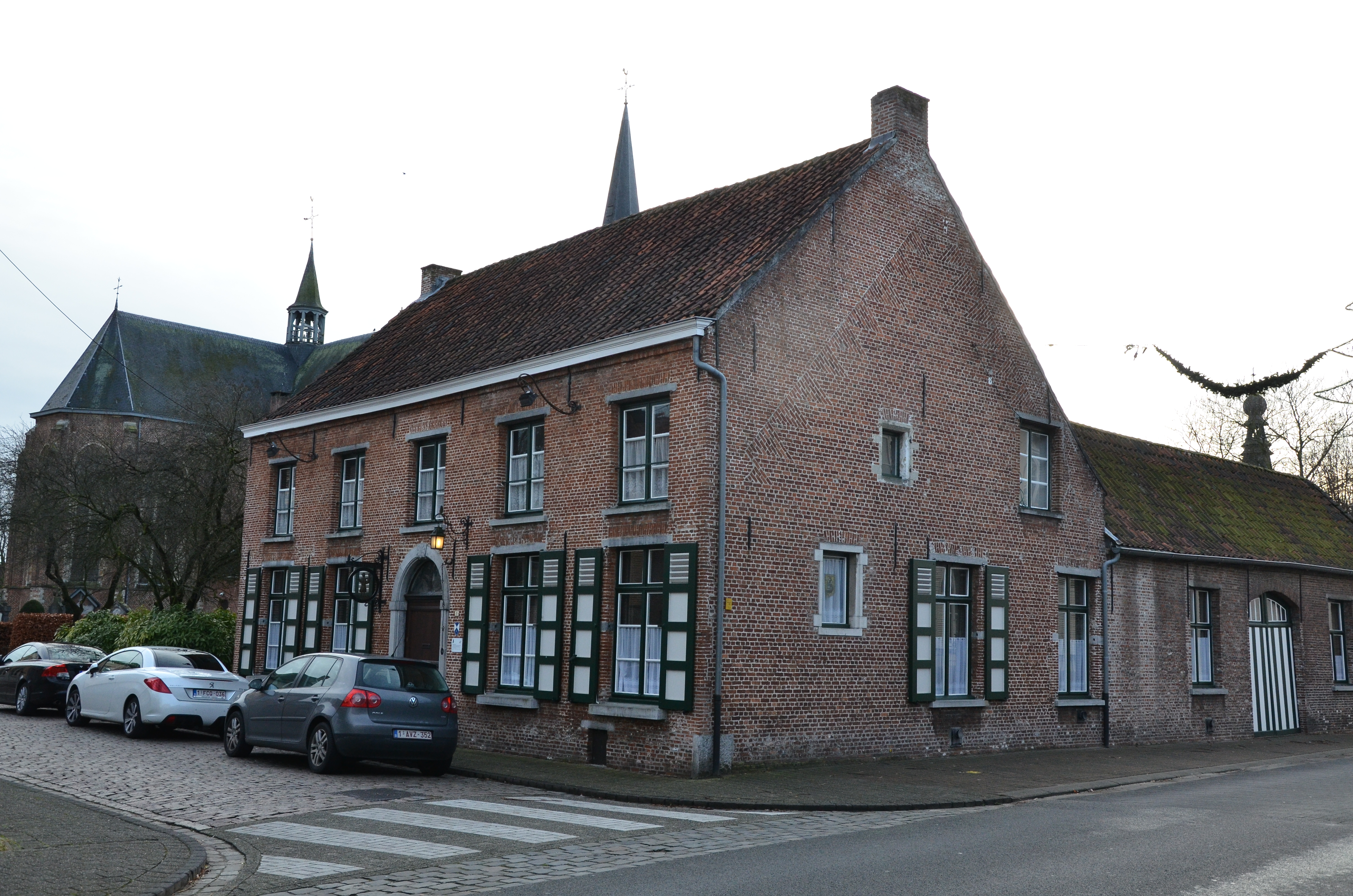
Sint-Christoffel

Zandhoven is een plaats en gemeente in de Belgische provincie Antwerpen. De Kempense gemeente telt ongeveer 13.000 inwoners. Zandhoven is ook de hoofdplaats van het kieskanton en gerechtelijk kanton Zandhoven.

## Geografie

### Deelgemeenten
| Nr. | Naam        | Opp. (km²) | Inw. (2020) | Inw/km² | NIS-code |
| --- | ----------- | ---------- | ----------- | ------- | -------- |
| 1   | Zandhoven   | 11,82      | 4.924       | 417     | 11054A   |
| 2   | Pulderbos   | 10,35      | 2.815       | 272     | 11054B   |
| 3   | Pulle       | 9,97       | 2.839       | 285     | 11054C   |
| 4   | Viersel     | 4,47       | 1.312       | 294     | 11054D   |
| 5   | Massenhoven | 3,17       | 1.176       | 371     | 11054E   |

Bron: zandhoven.be

### Aangrenzende gemeenten
| Aangrenzende gemeenten | Aangrenzende gemeenten | Aangrenzende gemeenten | Aangrenzende gemeenten | Aangrenzende gemeenten |
| ---------------------- | ---------------------- | ---------------------- | ---------------------- | ---------------------- |
|                        |                        | Zoersel                |                        | Malle                  |
|                        |                        |                        |                        |                        |
| Ranst                  | Vorselaar              |                        |                        |                        |
|                        |                        |                        |                        |                        |
|                        |                        | Nijlen                 |                        | Grobbendonk            |

## Bezienswaardigheden
- De Sint-Amelbergakerk
- Het Kasteel Bautersemhof
- Het Hof van Liere

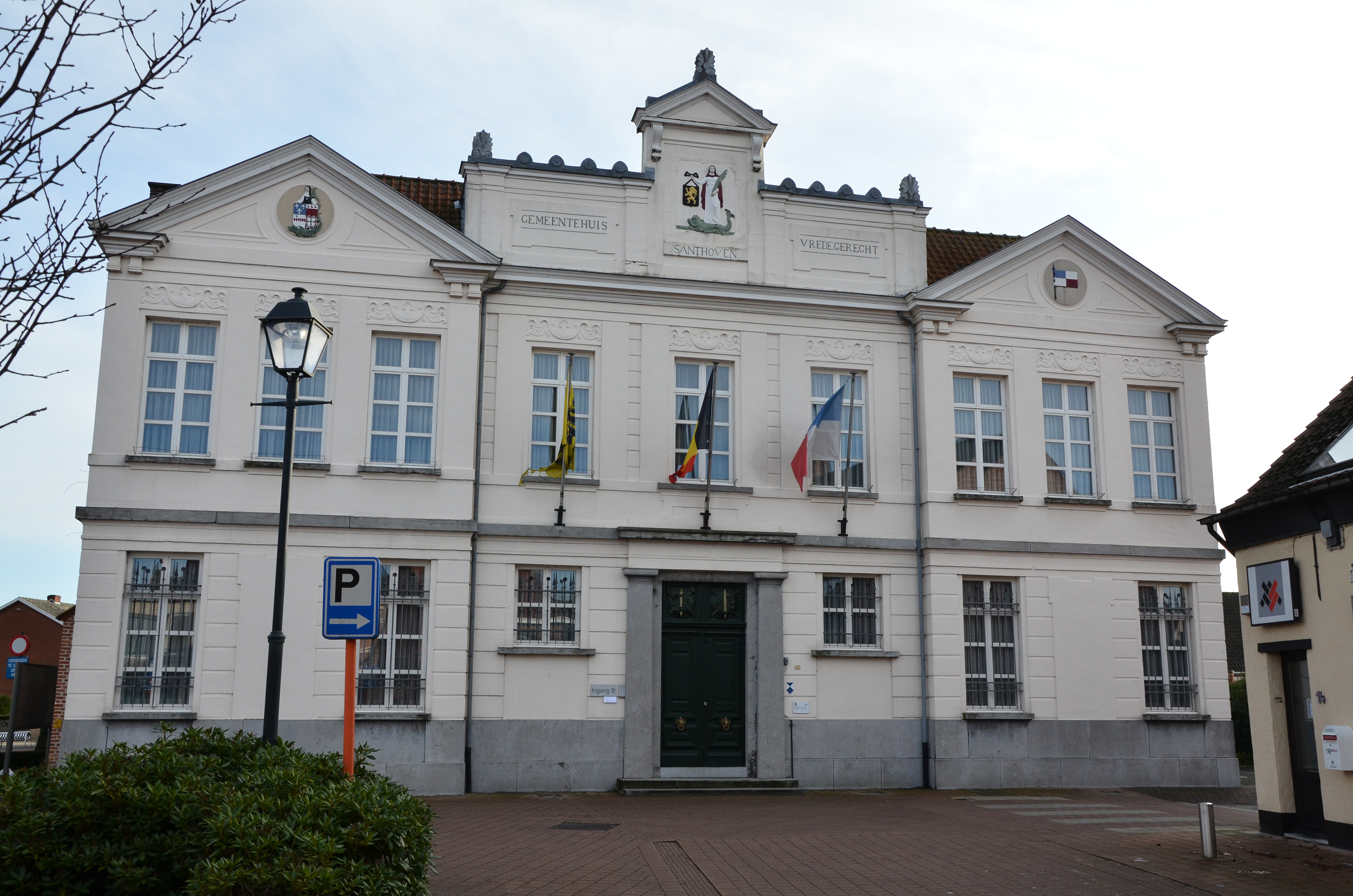
Gemeentehuis en vredegerecht in Zandhoven

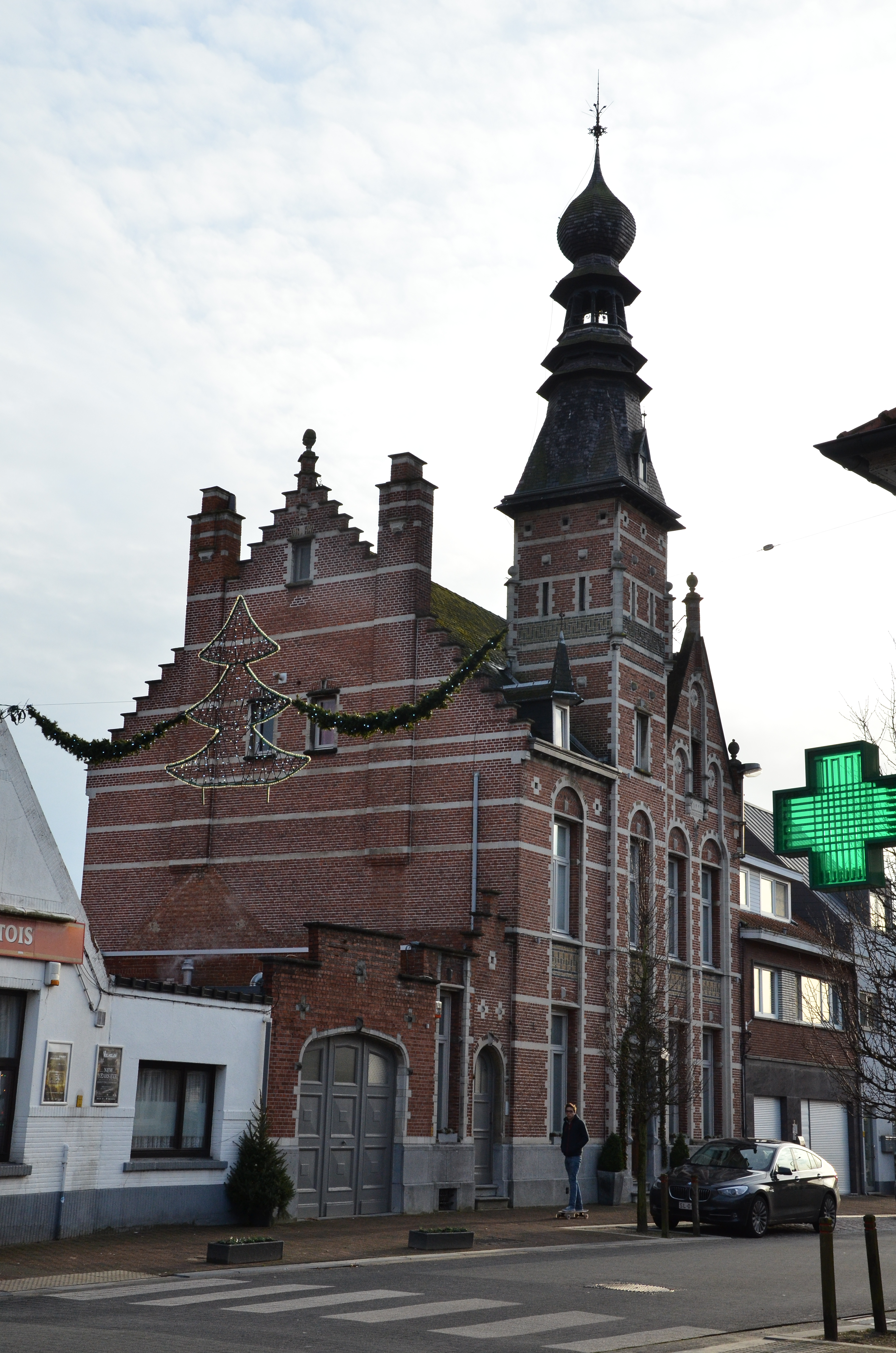
Herenhuis in Zandhoven

- De windmolen Zeldenrust op de grens met Viersel

## Natuur en landschap
Zandhoven ligt in de Kempen op een hoogte van 8-12 meter. Een waterloop is de Willeboerebeek. Ten oosten van de kom ligt het natuurgebied Binnenbos.

## Demografie

### Demografische evolutie deelgemeente voor de fusie
- Bronnen:NIS, Opm:1806 tot en met 1970=volkstellingen, 1976= inwonersaantal op 31 december

### Demografische ontwikkeling van de fusiegemeente
Alle historische gegevens hebben betrekking op de huidige gemeente, inclusief deelgemeenten, zoals ontstaan na de fusie van 1 januari 1977.
- Bronnen:NIS, Opm:1806 tot en met 1981=volkstellingen; 1990 en later= inwonertal op 1 januari

| Inwoners van jaar tot jaar op 1 januari 1992 tot heden | Inwoners van jaar tot jaar op 1 januari 1992 tot heden | Inwoners van jaar tot jaar op 1 januari 1992 tot heden |
| jaar                                                   | Aantal                                                 | Evolutie: 1992=index 100                               |
| ------------------------------------------------------ | ------------------------------------------------------ | ------------------------------------------------------ |
| 1992                                                   | 11.089                                                 | 100,0                                                  |
| 1993                                                   | 11.297                                                 | 101,9                                                  |
| 1994                                                   | 11.405                                                 | 102,8                                                  |
| 1995                                                   | 11.515                                                 | 103,8                                                  |
| 1996                                                   | 11.601                                                 | 104,6                                                  |
| 1997                                                   | 11.763                                                 | 106,1                                                  |
| 1998                                                   | 11.856                                                 | 106,9                                                  |
| 1999                                                   | 11.982                                                 | 108,1                                                  |
| 2000                                                   | 12.085                                                 | 109,0                                                  |
| 2001                                                   | 12.144                                                 | 109,5                                                  |
| 2002                                                   | 12.143                                                 | 109,5                                                  |
| 2003                                                   | 12.199                                                 | 110,0                                                  |
| 2004                                                   | 12.260                                                 | 110,6                                                  |
| 2005                                                   | 12.255                                                 | 110,5                                                  |
| 2006                                                   | 12.286                                                 | 110,8                                                  |
| 2007                                                   | 12.262                                                 | 110,6                                                  |
| 2008                                                   | 12.344                                                 | 111,3                                                  |
| 2009                                                   | 12.351                                                 | 111,4                                                  |
| 2010                                                   | 12.387                                                 | 111,7                                                  |
| 2011                                                   | 12.533                                                 | 113,0                                                  |
| 2012                                                   | 12.580                                                 | 113,4                                                  |
| 2013                                                   | 12.713                                                 | 114,6                                                  |
| 2014                                                   | 12.729                                                 | 114,8                                                  |
| 2015                                                   | 12.727                                                 | 114,8                                                  |
| 2016                                                   | 12.768                                                 | 115,1                                                  |
| 2017                                                   | 12.843                                                 | 115,8                                                  |
| 2018                                                   | 12.985                                                 | 117,1                                                  |
| 2019                                                   | 13.025                                                 | 117,5                                                  |
| 2020                                                   | 13.071                                                 | 117,9                                                  |
| 2021                                                   | 13.124                                                 | 118,4                                                  |
| 2022                                                   | 13.172                                                 | 118,8                                                  |
| 2023                                                   | 13.352                                                 | 120,4                                                  |
| 2024                                                   | 13.445                                                 | 121,2                                                  |
| 2025                                                   | 13.423                                                 | 121,0                                                  |

## Politiek

### Structuur
De gemeente Zandhoven maakt deel uit van het kieskanton Zandhoven, gelegen in het provinciedistrict Kapellen, het kiesarrondissement Antwerpen en ten slotte de kieskring Antwerpen.
| Zandhoven        | Zandhoven        | Supranationaal         | Nationaal                         | Nationaal           | Gemeenschap         | Gewest              | Provincie           | Arrondissement  | Provinciedistrict | Kanton          | Gemeente        |
| ---------------- | ---------------- | ---------------------- | --------------------------------- | ------------------- | ------------------- | ------------------- | ------------------- | --------------- | ----------------- | --------------- | --------------- |
| Administratief   | Niveau           | Europese Unie          | België                            | België              | Vlaanderen          | Vlaanderen          | Antwerpen           | Antwerpen       | Antwerpen         | Antwerpen       | Zandhoven       |
| Administratief   | Bestuur          | Europese Commissie     | Belgische regering                | Belgische regering  | Vlaamse regering    | Vlaamse regering    | Deputatie           | Deputatie       | Deputatie         | Deputatie       | Gemeentebestuur |
| Administratief   | Raad             | Europees Parlement     | Kamer van volksvertegenwoordigers | Vlaams Parlement    | Vlaams Parlement    | Vlaams Parlement    | Provincieraad       | Provincieraad   | Provincieraad     | Provincieraad   | Gemeenteraad    |
| Kiesomschrijving | Kiesomschrijving | Nederlands Kiescollege | Kieskring Antwerpen               | Kieskring Antwerpen | Kieskring Antwerpen | Kieskring Antwerpen | Kieskring Antwerpen | Antwerpen       | Kapellen          | Zandhoven       | Zandhoven       |
| Verkiezing       | Verkiezing       | Europese               | Federale                          | Federale            | Vlaamse             | Vlaamse             | Provincieraads-     | Provincieraads- | Provincieraads-   | Provincieraads- | Gemeenteraads-  |

### Geschiedenis

#### Lijst van burgemeesters
| Periode | Periode     | Burgemeester                              |
| ------- | ----------- | ----------------------------------------- |
|         | 1799 - 1804 | Petrus Fonteyn                            |
|         | 1804 - 1818 | Franciscus Bruynseels                     |
|         | 1818 - 1831 | Petrus Fonteyn                            |
|         | 1831 - 1832 | Joannes Thomas De Bontridder (waarnemend) |
|         | 1832 - 1859 | Petrus Leysen                             |
|         | 1859 - 1880 | Gummarus Van den Bossche                  |
|         | 1880 - 1882 | Joannes Franciscus De Bontridder          |
|         | 1882 - 1884 | Carolus Norbertus Boex                    |
|         | 1885 - 1900 | Petrus Constantinus Boon                  |

| Periode | Periode      | Burgemeester                                |
| ------- | ------------ | ------------------------------------------- |
|         | 1900 - 1921  | Felix Van Buggenhout                        |
|         | 1921 - 1926  | Victor Josephus Vandenven                   |
|         | 1927 - 1941  | Henry de Meester de Ravestein (Kath. Verb.) |
|         | 1941 - 1944  | ... (VNV, oorlogsburgemeester*)             |
|         | 1944 - 1946  | Henry de Meester de Ravestein (CVP)         |
|         | 1947 - 1952  | L. Van der Elst                             |
|         | 1953 - 1970  | Fernand de Borrekens (CVP)                  |
|         | 1971 - 2007  | Willy De Bie (CVP / CD&V)                   |
|         | 2007 - heden | Luc Van Hove (CD&V)                         |

*Gedood tijdens de repressie na WOII omstreeks 15 mei 1945

#### Legislatuur 1995 – 2000
VLD, Volksunie en SP bundelen de krachten en komen op met het kartel NIEUW. De CD&V met burgemeester Willy De Bie heeft een meerderheid van 16 op 23 zetels.

#### Legislatuur 2007 – 2012
Met 7 kieslijsten hebben de kiezers in Zandhoven een ruime keuze. Nieuwkomers zijn Inspraak en Gemeentebelangen van de in onmin samenwonende broers-baronnen Charles van de Werve (Inspraak!) en Thierry van de Werve (Gemeentebelangen). De lijsten weten respectievelijk 3,96% en 1,45% van de kiezers te overtuigen, echter beide onvoldoende voor een vertegenwoordiger in de gemeenteraad. Beide broers krijgen op één stem na exact evenveel voorkeursstemmen achter hun naam. Winnaars van de lokale verkiezingen zijn sp.a (+2,73 en opnieuw een zetel in de gemeenteraad) en Vlaams Belang (+5,29 en een verdubbeling van het aantal raadsleden). Grote verliezers zijn Groen! (−2,28%) en VLD/Liberaal Appel (−5,17% en één zetel verlies). CD&V ten slotte verloor 4,14%, maar behield zijn absolute meerderheid van 15 zetels in de gemeenteraad. Burgemeester werd Luc Van Hove (CD&V).

#### Legislatuur 2013 – 2018
Burgemeester was Luc Van Hove van de CD&V. Deze partij had de meerderheid met 13 op 23 zetels.

#### Legislatuur 2019 – 2024
Burgemeester was Luc Van Hove van de CD&V. Deze partij had de meerderheid met 14 op 23 zetels.

#### Legislatuur 2024 – 2030
Burgemeester is Luc Van Hove van de CD&V. Deze partij heeft de meerderheid met 17 op 23 zetels.

#### Resultaten gemeenteraadsverkiezingen sinds 1976
| Partij of kartel     | Partij of kartel                                       | 10-10-1976 | 10-10-1976 | 10-10-1982 | 10-10-1982 | 9-10-1988 | 9-10-1988 | 9-10-1994 | 9-10-1994 | 8-10-2000 | 8-10-2000 | 8-10-2006 | 8-10-2006 | 14-10-2012 | 14-10-2012 | 14-10-2018 | 14-10-2018 | 13-10-2024 | 13-10-2024 |
| Stemmen / Zetels     | Stemmen / Zetels                                       | %          | 19         | %          | 21         | %         | 21        | %         | 21        | %         | 21        | %         | 23        | %          | 23         | %          | 23         | %          | 23         |
| -------------------- | ------------------------------------------------------ | ---------- | ---------- | ---------- | ---------- | --------- | --------- | --------- | --------- | --------- | --------- | --------- | --------- | ---------- | ---------- | ---------- | ---------- | ---------- | ---------- |
|                      | CVP1 / CD&V2                                           | 47,631     | 11         | 59,471     | 15         | 52,721    | 14        | 60,361    | 16        | 56,111    | 15        | 51,972    | 15        | 44,412     | 13         | 49,52      | 14         | 60,12      | 17         |
|                      | Agalev1 / Groen!2 / Groen3                             | -          |            | 7,041      | 1          | 7,811     | 1         | 9,991     | 1         | 10,31     | 1         | 8,022     | 1         | 7,363      | 1          | 9,23       | 1          | 6,23       | 0          |
|                      | SP1 / NIEUWA / sp.a-spirit2 / sp.a3 / Zandhoven 20184  | 4,791      | 0          | 7,041      | 1          | 5,231     | 0         | 21,16A    | 4         | 4,131     | 0         | 6,862     | 1         | 4,273      | 0          | 1,44       | 0          | -          |            |
|                      | PVV1 / NIEUWA / VLD2 / VLD-Liberaal Appèl3 / Open Vld4 | -          |            | -          |            | 10,471    | 2         | 21,16A    | 4         | 16,62     | 3         | 11,433    | 2         | 6,234      | 0          | 2,44       | 0          | -          |            |
|                      | VU1 / NIEUWA                                           | 3,191      | 0          | 10,001     | 1          | 13,491    | 2         | 21,16A    | 4         | -         |           | -         |           | -          |            | -          |            | -          |            |
|                      | Vlaams Blok1 / Vlaams Belang2                          | -          |            | -          |            | -         |           | 6,811     | 0         | 11,021    | 2         | 16,312    | 4         | 8,342      | 1          | 11,32      | 2          | 9,92       | 1          |
|                      | N-VA                                                   | -          |            | -          |            | -         |           | -         |           | -         |           | -         |           | 28,35      | 8          | 25,3       | 6          | 23,1       | 5          |
|                      | Gemeentebelangen                                       | -          |            | -          |            | -         |           | -         |           | -         |           | 1,45      | 0         | 1,04       | 0          | 0,8        | 0          | 0,7        | 0          |
|                      | Inspraak!                                              | -          |            | -          |            | -         |           | -         |           | -         |           | 3,96      | 0         | -          |            | -          |            | -          |            |
|                      | M.E.I.                                                 | -          |            | -          |            | -         |           | 1,68      | 0         | 1,84      | 0         | -         |           | -          |            | -          |            | -          |            |
|                      | Gem. Bel.                                              | 27,15      | 5          | 16,44      | 3          | 10,27     | 2         | -         |           | -         |           | -         |           | -          |            | -          |            | -          |            |
|                      | IED BEL                                                | 17,25      | 3          | -          |            | -         |           | -         |           | -         |           | -         |           | -          |            | -          |            | -          |            |
| Totaal stemmen       | Totaal stemmen                                         | 5681       | 5681       | 6726       | 6726       | 7347      | 7347      | 8040      | 8040      | 8756      | 8756      | 9120      | 9120      | 9358       | 9358       | 9658       | 9658       | 7293       | 7293       |
| Opkomst %            | Opkomst %                                              |            |            |            |            | 96,39     | 96,39     | 94,62     | 94,62     | 94,02     | 94,02     | 94,53     | 94,53     | 91,84      | 91,84      | 92,5       | 92,5       | 69,0       | 69,0       |
| Blanco en ongeldig % | Blanco en ongeldig %                                   | 2,22       | 2,22       | 3,33       | 3,33       | 3,16      | 3,16      | 5,37      | 5,37      | 4,35      | 4,35      | 4,68      | 4,68      | 2,05       | 2,05       | 2,3        | 2,3        | 0,6        | 0,6        |

De zetels van de gevormde coalitie staan vetjes afgedrukt. De grootste partij is in kleur. (*)

## Economie
- Zandhoven maakt deel uit van het Economisch Netwerk Albertkanaal.
- Brouwerij Pirlot.

## Cultuur
- Tot in de jaren 1990 was Zandhoven bekend omwille van zijn legendarische baandancings met Vlaamse volksmuziek en draaiorgels, zoals "De 14 Billekens"[10] en de "Willem Tell", heden omgebouwd tot respectievelijk een fitnesscentrum en een Chinees restaurant. Vele oudere mensen, ook van ver buiten Zandhoven, kwamen naar hier om te dansen.

## Bekende personen uit Zandhoven
- Luc Philips, Vlaams acteur
- Lize Spit, schrijfster
- Walter Van Beirendonck, Vlaams modeontwerper
- Pater Luc Versteylen, stichter van de politieke partij Agalev

## Partnersteden
- Heinebach (Alheim) (Duitsland)

## Nabijgelegen kernen
Viersel, Massenhoven, Oelegem, Pulderbos, Halle, Zoersel